# Albo d'oro della Coppa Mitropa

## Periodo classico
Alla prima versione della Coppa Mitropa (1927-1940),chiamata Coppa dell'Europa Centrale e ricordata come la più prestigiosa, partecipavano le migliori squadre dei campionati e le vincitrici delle coppe nazionali di alcune Federazioni dell'Europa centrale. Il Bologna fu l'unica squadra italiana a vincere il trofeo in questo periodo (nel 1932 e nel 1934), mentre l'Ambrosiana-Inter (nel 1933) e la Lazio (nel 1937) furono battute in finale.
- 1927:  Sparta Praga
- 1928:  Ferencváros
- 1929:  Újpest
- 1930:  Rapid Vienna
- 1931:  First Vienna
- 1932:  Bologna
- 1933:  Austria Vienna[2]
- 1934:  Bologna[3]
- 1935:  Sparta Praga[4]
- 1936:  Austria Vienna
- 1937:  Ferencváros
- 1938:  Slavia Praga
- 1939:  Újpest

Il Bologna in posa con la Coppa dell'Europa Centrale del 1934.

- 1940: Finale tra  Ferencváros e  Rapid Bucarest non disputata per motivi bellici

| Club           | Vittorie |
| -------------- | -------- |
| Bologna        | 2        |
| Sparta Praga   | 2        |
| Austria Vienna | 2        |
| Ferencváros    | 2        |
| Újpest         | 2        |
| Rapid Vienna   | 1        |
| First Vienna   | 1        |
| Slavia Praga   | 1        |

## La rinascita nel secondo dopoguerra
Con l'introduzione delle manifestazioni dell'UEFA (costituita nel 1954, la prima edizione della Coppa dei Campioni si disputò nella stagione 1955-56), le edizioni postbelliche della Coppa Mitropa persero buona parte del loro prestigio, poiché a parteciparvi erano ora chiamate le società meglio piazzate al di sotto di quelle qualificate ai tornei UEFA, vale a dire le squadre che, dal 1995 al 2008, si sarebbero qualificate per la Coppa Intertoto UEFA.

Il Bologna con la Coppa Mitropa 1961.

La Fiorentina con la Coppa Mitropa 1966, trentun giorni prima, il club fiorentino aveva vinto la Coppa Italia 1965-1966. È stata la prima ed unica squadra italiana ad aver conquistato nella stessa stagione, un double continentale di rango minore.

- 1951:  Rapid Vienna – Torneo non ufficiale chiamato Zentropa Cup
- 1955:  Vörös Lobogó
- 1956:  Vasas Budapest
- 1957:  Vasas Budapest
- 1958:  Stella Rossa – Torneo non ufficiale chiamato Coppa del Danubio
- 1959:  Honvéd
- 1960:  Ungheria/MLSZ*[5]– Torneo con classifica per federazione*[6]
- 1961:  Bologna[7]
- 1962:  Vasas Budapest
- 1963:  MTK Budapest
- 1964:  Sparta Praga
- 1965:  Vasas Budapest
- 1966:  Fiorentina[8]
- 1966-1967:  Spartak Trnava
- 1967-1968:  Stella Rossa
- 1968-1969:  Inter Bratislava
- 1969-1970:  Vasas Budapest
- 1970-1971:  Čelik Zenica[9]
- 1971-1972:  Čelik Zenica[10]
- 1972-1973:  Tatabánya
- 1973-1974:  Tatabánya
- 1974-1975:  Wacker Innsbruck
- 1975-1976:  Wacker Innsbruck
- 1976-1977:  Vojvodina
- 1977-1978:  Partizan Belgrado
- 1979: non disputata

* Ognuno dei 5 Paesi partecipanti schierava 6 squadre di club e venne poi stilata una classifica per Stati.
| Club                        | Vittorie |
| --------------------------- | -------- |
| Vasas Budapest              | 5        |
| Voros Lobogò / MTK Budapest | 2        |
| Stella Rossa                | 1+1      |
| Čelik Zenica                | 2        |
| Tatabánya                   | 2        |
| Wacker Innsbruck            | 2        |
| Rapid Vienna                | 0+1      |
| Honvéd                      | 1        |
| Bologna                     | 1        |
| Sparta Praga                | 1        |
| Fiorentina                  | 1        |
| Spartak Trnava              | 1        |
| Inter Bratislava            | 1        |
| Vojvodina                   | 1        |
| Partizan Belgrado           | 1        |

| Nazione / Federazione | Vittorie |
| --------------------- | -------- |
| Ungheria / MLSZ*      | 1        |

## La Coppa delle neopromosse

Il capitano nerazzurro Klaus Berggreen, e il presidente Romeo Anconetani con la Coppa Mitropa vinta dal Pisa nel 1986.

Il definitivo declino della Coppa Mitropa avvenne negli anni ottanta, quando fu de facto trasformata in una sorta di "Coppa dei Campioni di Serie B", ovvero riservata ai club vincitori (e talvolta alle seconde classificate) delle seconde divisioni calcistiche dell'Europa centrale. Le squadre italiane sono le dominatrici di quest'ultimo periodo della competizione, con sette affermazioni in tredici edizioni.
- 1979-1980:  Udinese
- 1980-1981:  Tatran Prešov
- 1981-1982:  Milan
- 1982-1983:  Vasas Budapest
- 1983-1984:  Eisenstadt
- 1984-1985:  Iskra Bugojno
- 1985-1986:  Pisa
- 1986-1987:  Ascoli
- 1987-1988:  Pisa
- 1988-1989:  Baník Ostrava
- 1990:  Bari
- 1991:  Torino
- 1992:  Borac Banja Luka

| Club             | Vittorie |
| ---------------- | -------- |
| Pisa             | 2        |
| Udinese          | 1        |
| Tatran Prešov    | 1        |
| Milan            | 1        |
| Vasas Budapest   | 1        |
| Eisenstadt       | 1        |
| Iskra Bugojno    | 1        |
| Ascoli           | 1        |
| Baník Ostrava    | 1        |
| Bari             | 1        |
| Torino           | 1        |
| Borac Banja Luka | 1        |

## Vittorie per nazione
| Nazione        | Vittorie |
| -------------- | -------- |
| Ungheria       | 16       |
| Italia         | 11       |
| Cecoslovacchia | 8        |
| Austria        | 7+1      |
| Jugoslavia     | 7+1      |

## Vittorie per squadra

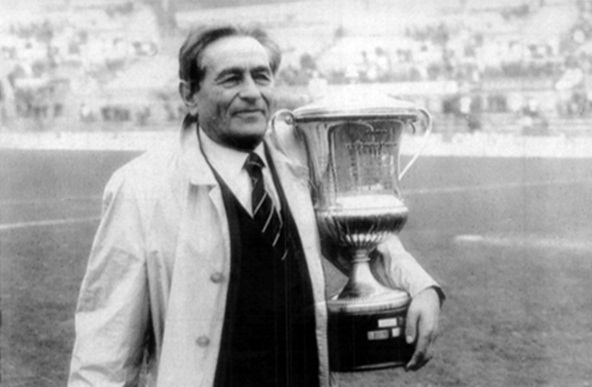
Costantino Rozzi con la Coppa Mitropa 1986-1987 vinta dal club dell'.

I giocatori del Bari, assieme al presidente Vincenzo Matarrese (al centro), festeggiano il successo nella Coppa Mitropa del 1990. Si tratta del primo (e finora unico) titolo internazionale della società.

La festa del Torino dopo la vittoria nella Coppa Mitropa 1991. Quella torinista è stata l'ultima squadra italiana a vincere il trofeo.

| Club                        | Vittorie |
| --------------------------- | -------- |
| Vasas Budapest              | 6        |
| Bologna                     | 3        |
| Sparta Praga                | 3        |
| Austria Vienna              | 2        |
| Ferencváros                 | 2        |
| Újpest                      | 2        |
| Voros Lobogò / MTK Budapest | 2        |
| Čelik Zenica                | 2        |
| Tatabánya                   | 2        |
| Wacker Innsbruck            | 2        |
| Pisa                        | 2        |
| Rapid Vienna                | 1+1      |
| First Vienna                | 1        |
| Slavia Praga                | 1        |
| Honvéd                      | 1        |
| Fiorentina                  | 1        |
| Spartak Trnava              | 1        |
| Stella Rossa                | 1+1      |
| Inter Bratislava            | 1        |
| Vojvodina                   | 1        |
| Partizan Belgrado           | 1        |
| Udinese                     | 1        |
| Tatran Prešov               | 1        |
| Milan                       | 1        |
| Eisenstadt                  | 1        |
| Iskra Bugojno               | 1        |
| Ascoli                      | 1        |
| Baník Ostrava               | 1        |
| Bari                        | 1        |
| Torino                      | 1        |
| Borac Banja Luka            | 1        |

## Vittoria del campionato nazionale nella stessa stagione
- 1929-1930  Újpest
- 1929-1930  Rapid Vienna
- 1930-1931  First Vienna
- 1950-1951  SK Rapid
- 1957  Vasas Budapest
- 1961-1962  Vasas Budapest
- 1965  Vasas Budapest
- 1967-1968  Stella Rossa
- 1977-1978  Partizan Belgrado

## Vittoria della coppa nazionale nella stessa stagione
- 1957-1958  Stella Rossa
- 1965-1966  Fiorentina
- 1966-1967  Spartak Trnava
- 1967-1968  Stella Rossa